# Baldurek pstrokaty
Baldurek pstrokaty, strangalia plamista, pętlak pstrokaty (Rutpela maculata) – gatunek chrząszcza z rodziny kózkowatych i podrodziny zmorsznikowych (Lepturinae).

## Taksonomia
Gatunek opisany został w 1761 roku przez Nicolausa Podę von Neuhausa jako Leptura maculata.

## Opis
Ciało długości od 14 do 20 mm. Pokrywy jasnożółte z czarnymi plamkami, tworzącymi bardzo zmienny wzór. Samiec posiada dwa większe zęby na goleniach tylnych odnóży.

## Biologia i ekologia
Zamieszkuje lasy liściaste. Owady dorosłe występują licznie od maja do sierpnia, przy czym kulminacja rójki przypada na lipiec. Chrząszcze żywią się pyłkiem i nektarem kwiatów roślin zielnych i drzewiastych z rodziny baldaszkowatych, krwawników, świerzbnic, jeżyn, czarnego bzu i innych, przez co mogą mieć znaczenie jako zapylacza. Spotyka się je na śródleśnych łąkach, porębach i przydrożach, w pobliżu drzew lęgowych. Larwy przechodzą rozwój w butwiejącym drewnie drzew liściastych i iglastych: w cienkich pniach martwych lub obumierających drzew i w rozkładających się gałęziach i pniakach. Cykl rozwojowy jest zwykle dwuletni. Wśród roślin żywicielskich wymieniane są brzozy, osika, dęby, wierzby, buk, topole, grab, jesiony, leszczyna, głogi, bez i trzmieliny.

## Rozprzestrzenienie
Znany z prawie całej Europy, Azji Mniejszej, Kaukazu, Armenii i północnego Iranu. W Polsce wszędzie z wyjątkiem wysokich gór.

## Systematyka
Wyróżnia się 3 podgatunki tego chrząszcza:
- Rutpela maculata irmasanica Sama, 1996
- Rutpela maculata maculata (Poda, 1761)
- Rutpela maculata nigricornis (Stierlin, 1864)